# Красное Озеро (Красноярский край)
Кра́сное О́зеро — деревня в Ужурском районе Красноярского края России. Входит в состав Локшинского сельсовета.

## География
Деревня расположена у озера Кзыль-Куль, на расстоянии 18 км к западу от города Ужур, административного центра района.

## История
Основана в 1925 году. В 1926 году посёлок Красное Озеро состоял из 69 хозяйств. В административном отношении входил в состав Кулунского сельсовета Ужурского района Ачинского округа Сибирского края.
До 1995 года деревня входила в состав Ашпанского сельсовета.

## Население
| 2010 |
| ---- |
| 103  |

По данным переписи 1926 года в поселке проживало 399 человек (210 мужчин и 189 женщины), основное население — башкиры.